# Abies borisii-regis
Abies borisii-regis és una espècie de conífera de la família Pinaceae nadiua de les muntanyes de la Península Balcànica a Bulgària, nord de Grècia, Macedònia del Nord, Albània i Sèrbia. Es presenta a altituds de 800–1.800 m, en muntanyes amb una pluviometria de més de 1.000 mm.

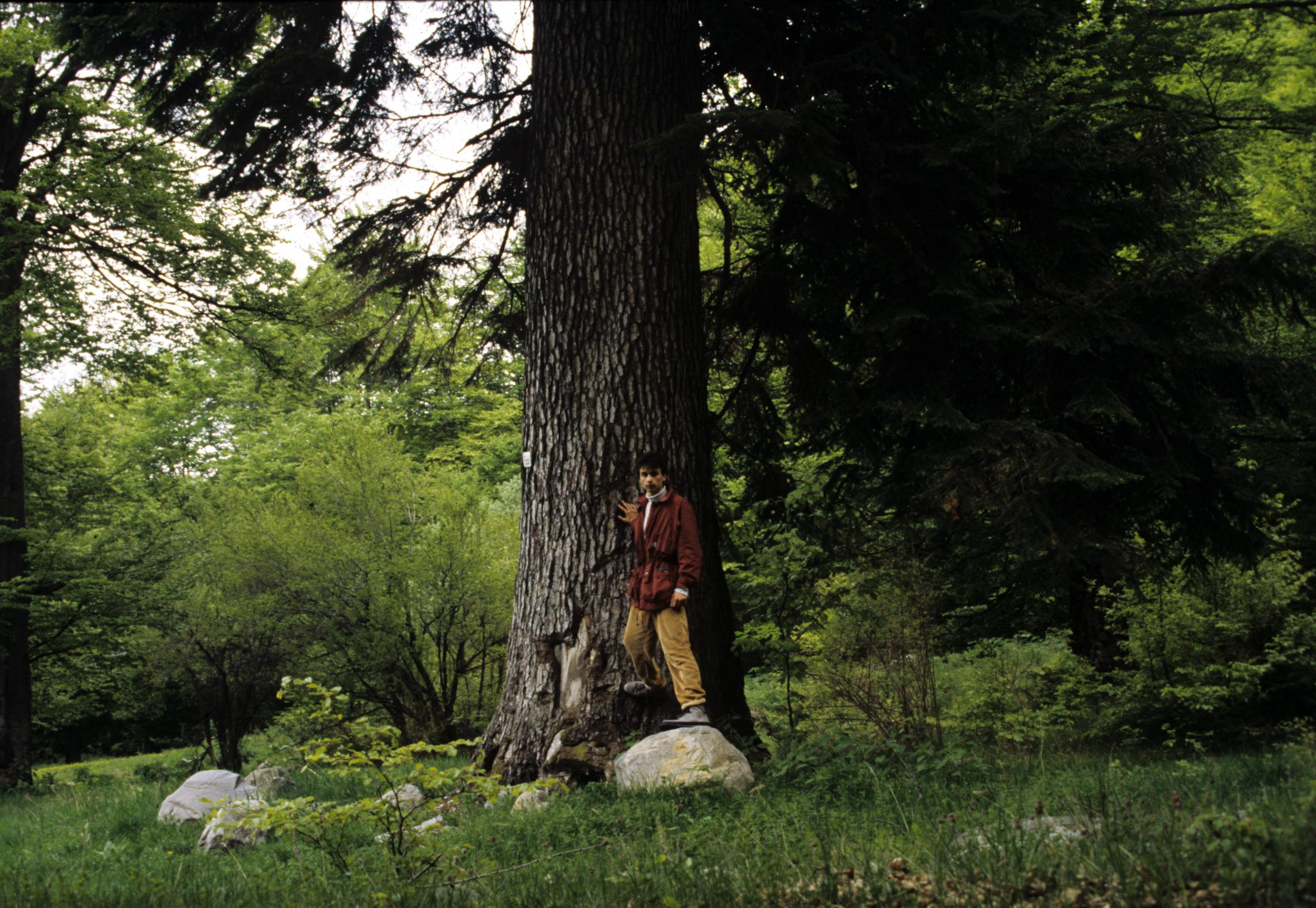
Abies borisii-regis a Pirin, Bulgària

És un gran arbre perennifoli de 40-50 m d'alt excepcionalment 60 m)
Està estretament emparentat amb l'avet platejat i Abies nordmanniana.
El seu epítet específic, borisii honora el rei Boris III de Bulgària.